# Rusalka (Dargomîjski)

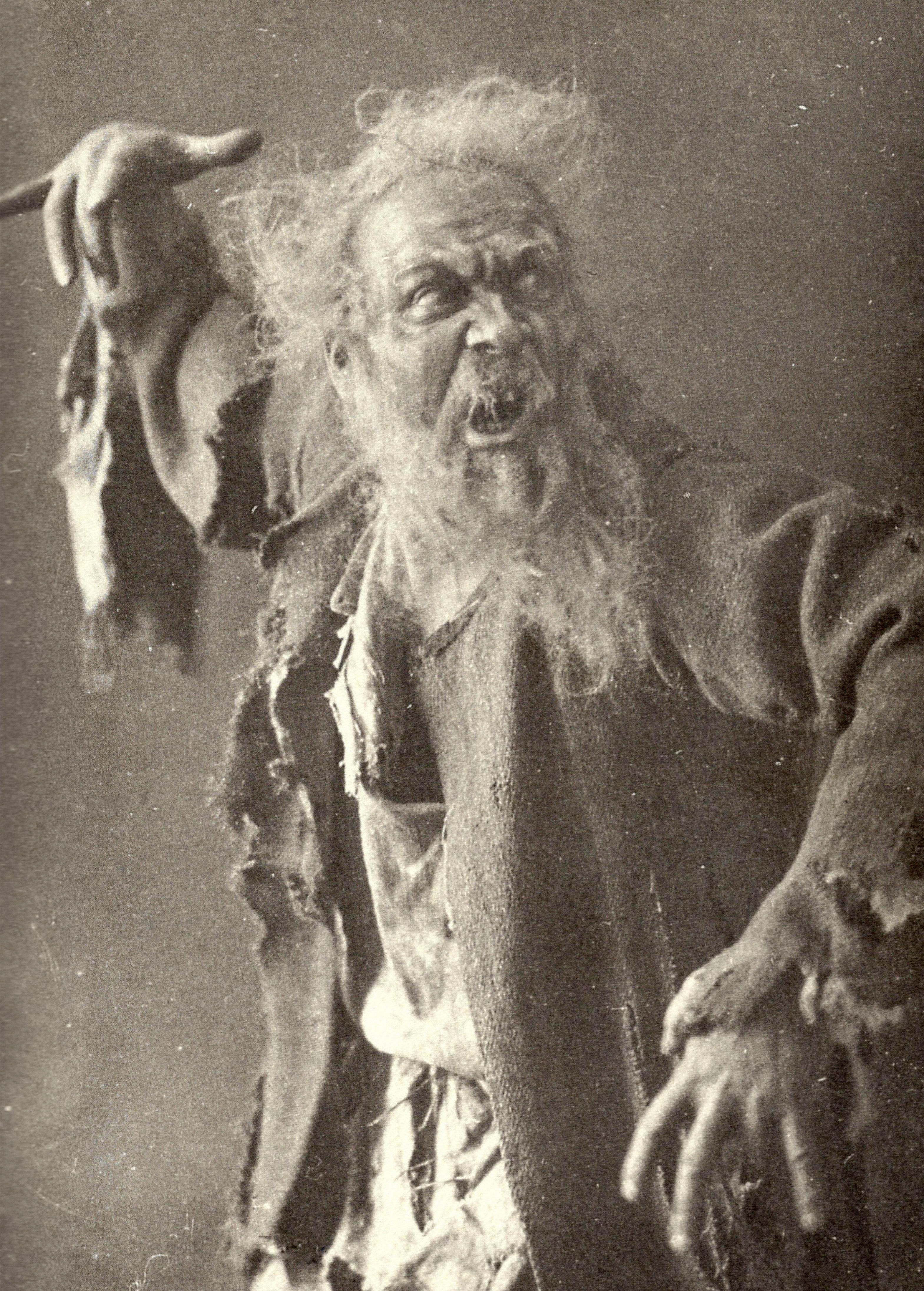
Feodor Șaliapin în rolul morarului într-o scenă din operă

Rusalka (Dargomîjski) (titlul original: în rusă Русалка) este o operă în patru acte compusă de Aleksandr Dargomîjski care a scris și libretul, premiera având loc la „Mariinski Teatr” din Sankt Petersburg la 4 mai 1856. 
Acțiunea operei bazată pe poemul omonim de Pușkin, are loc pe malul Niprului și palatul unui cneaz ucrainean, în epoca feudală.

## Personaje
- cneazul (tenor)
- cneaghina (mezzo-soprană)
- morarul (bas)
- Natașa, fiica sa, apoi Rusalka (soprană)
- Оlga, prietena cneaghinei (soprană)
- nașul (bariton)
- vânătorul (bariton)
- Rusălcika la 12 ani, (rol parlando)
- nobili cu soțiile lor, vânători, țărani, rusalce, cor și balet

## Rezumat
Uvertura începe într-un ritm moderat, cu intonații de la ceremonia nunții cneazului și un motiv ce arată tristețea cneaghinei.

### Actul I
În fața unei mori de pe malul Niprului
Pe malul Niprului trăiește bătrânul morar împreună cu fiica sa Natașa, pe care un cneaz o vizitează destul de des, spunându-i că o iubește. În ultimul timp însă, vizitele iubitului fiind tot mai rare, tatăl fetei o povățuiește cum să se poarte cu cneazul, ca acesta să o ia de soție.
Într-un târziu, apare mult așteptatul cneaz, fata îl întâmpină neliniștită deoarece a lipsit cam des în ultimul timp, dar cneazul încearcă să o înbuneze cu daruri bogate. Cei doi îndrăgostiți se retrag în moară iar când apar câțiva țărani de la munca de pe ogor, se înveselesc cu toții, cântând voios. După asta tot alaiul se depărtează, pleacând și morarul cu ei.
Cneazul rămâne cu Natașa și în cele din urmă el îi spune adevărul și anume că se vor despărți, deoarece pe el îl așteaptă obligația de a se căsători cu o fată nobilă. Nu este înduplecat nici la vestea că iubita sa este pe cale de a deveni mamă și o părăsește. Degeaba tatăl ei încearcă să o consoleze, arătându-i banii și bijuteriile lăsate la despărțire de cneaz, în culmea deznădejdiei Natașa îl ocărește pe tatăl ei și sub privirile acestuia și al țăranilor îngroziți, adunați la auzul plânsetelor ei, aruncă bijuteriile în Nipru și se prăbușește și ea în apele fluviului.

### Actul II
Sala mare din palatul cneazului
Cneazul se căsătorește cu o frumoasă, distinsă și bogată fată de neam mare iar oaspeții le urează mult noroc. Mireasa își ia rămas bun de la prietene și promite cneazului că va fi o soție supusă și iubitoare. Nunta continuă cu dansuri (Balet), iar nașul închină în cinstea oaspeților.
În timpul petrecerii vesele, se aude deodată un cântec trist al Natașei, rămasă nevăzută, care își dojenește iubitul. Cneazul, care a recunoscut vocea ei, dă ordin să fie alungată. Degeaba încearcă nașul să anime veselia nuntașilor, deoarece când cneazul vrea să sărute mireasa, se aude un puternic oftat al unei femei, ce tulbură pe nuntași și serbarea se întrerupe.

### Actul III
Tabloul 1. Camera cneaghinei
Au trecut disprezece ani de la nuntă dar căsătoria nu i-a adus cneazului nici un pic de fericire, iar cneaghina își petrece zilele tristă, în singurătate. Simte că soțul ei nu o iubește și de aceea este plecat mereu la vânătoare. Singura ei prietenă, Olga, încearcă să o înveselească (Cântec). Un vânător își face apariția, care anunță că după vânătoare, cneazul i-a trimis acasă, iar el a rămas pe malul Niprului, singur. Aflând aceasta, cneaghina iritată, placă după cneaz la fluviu, însoțită de Olga.
Tabloul 2. Malul Niprului cu moara părăsită
În  noaptea cu lună, zânele apelor Rusalcele, au ieșit din locuința lor de pe fundul apelor și se joacă vesele. Jocul lor încetează când pe malul apei apare un bărbat, scufundându-se în valuri. 
Bărbatul care se apropie este cneazul pe care gândurile sale la iubita părăsită, îl fac să revină la moara părăsită, care acum a ajuns o ruină, unde cândva a fost fericit alături de Natașa (Cavatină).
Brusc își face apariția un bătrân zdrențăros, cu părul alb răvășit, bolborosind cuvinte de neînțeles. Este tatăl Natașei pe care cneazul îl recunoaște, care și-a pierdut mințile de durere după pierderea fiicei sale. Morarul se aruncă asupra cneazului, cerându-i socoteală pentru moartea fiicei dar acesta este scos din măinile bătrânului nebun, de câțiva vânători din suita sa.

### Actul IV
Tabloul 1. Palatul Rusalcelor, pe fundul Niprului
De la această întâmplare au mai trecut câțiva ani. Rusalcele dansează pe fundul apei, în fața Natașei, care le este acum regină. Și acum încă îl iubește pe cneaz, dar totodată vrea să se răzbune. Îi povestește fiicei sale Rusălcika despre infidelul ei tată. O trimite înapoi pe mal, unde tocmai fusese să-și vadă bunicul, ca să îl atragă pe cneaz în palatul de pe fundul apei, unde îl așteaptă iubita de pe vremuri. După ce Rusălcika pleacă în grabă, Rusalka rămâne pradă gândurilor  sale, pe de o parte dornică de răzbunare, pe de altă parte plină de dragostea pe care o are și acum pentru cneaz (Recitativ și Arie).
Tabloul 2. Malul Niprului cu moara în ruini
Cneaghina însoțită de Olga își fac apariția pe malul Niprului. Văzându-l pe cneaz rătăcind prin preajmă, se ascund în spetele ruinelor morii. Din ape își face apariția Rusălcika și îi dezvăluie cneazului că este fiica lui și îl cheamă să o urmeze pe fundul apelor, unde îl așteaptă în palatul ei iubita sa, astăzi regina rusalcelor. Când cneazul se îndreaptă spre apa Niprului fiind gata să o urmeze pe fetiță, apar de după ruine cneaghina și Olga care încearcă să-l oprească dar nu reușesc deoarece din fundul apelor se aude vocea chemătoare a Rusalkăi. Apare și bătrânul morar, care dă la o parte cele două femei. Rusălcika se aruncă în apă iar morarul îl împige pe cneaz, care se scufundă în apele văluroase ale Niprului.